# Liste der Baudenkmale in der Kernstadt Verden (Aller)
In der Liste der Baudenkmale in Verden (Aller) sind alle Baudenkmale der niedersächsischen Stadt Verden (Aller) aufgelistet. Referenz ist der Denkmalatlas Niedersachsen.
In den Spalten befinden sich folgende Informationen:
- Lage: die Adresse des Baudenkmales und die geographischen Koordinaten. Kartenansicht, um Koordinaten zu setzen. In der Kartenansicht sind Baudenkmale ohne Koordinaten mit einem roten Marker dargestellt und können in der Karte gesetzt werden. Baudenkmale ohne Bild sind mit einem blauen Marker gekennzeichnet, Baudenkmale mit Bild mit einem grünen Marker.
- Bezeichnung: Bezeichnung des Baudenkmales
- Beschreibung: die Beschreibung des Baudenkmales. Unter § 3 Abs. 2 NDSchG werden Einzeldenkmale und unter § 3 Abs. 3 NDSchG Gruppen baulicher Anlagen und deren Bestandteile ausgewiesen.
- ID: die Objekt-ID des Baudenkmales
- Bild: ein Bild des Baudenkmales, ggf. zusätzlich mit einem Link zu weiteren Fotos des Baudenkmals im Medienarchiv Wikimedia Commons. Wenn man auf das Kamerasymbol klickt, können Fotos zu Baudenkmalen aus dieser Liste hochgeladen werden:

## Kernstadt

### Gruppen baulicher Anlagen
| Lage                        | Bezeichnung                   | Beschreibung | ID       | Bild           |
| --------------------------- | ----------------------------- | --- | -------- | -------------- |
| 52° 55′ 1″ N, 9° 13′ 44″ O  | Altstadtbereich Dombezirk     | Dom, das ehemalige Domkloster und den Domhof, Andreasstraße, Domstraße, Grüne Straße, Kirchstraße, Lugenstein, Strukturstraße und Anita-Augspurg-Platz mit einigen angrenzenden Bauwerken | 34172161 | Weitere Bilder |
| 52° 55′ 10″ N, 9° 13′ 44″ O | Wohnhäuser Große Straße       | Wohnhäuser an der Großen Straße | 34172095 | Weitere Bilder |
| 52° 55′ 9″ N, 9° 13′ 48″ O  | Gruppe Obere Straße           | Bebauung an der Oberen Straße | 34172179 | Weitere Bilder |
| 52° 55′ 11″ N, 9° 13′ 36″ O | Altstadtensemble Tempelpforte | Umgebung eines ehemaligen Stadttors zum Allerufer | 34172391 | Weitere Bilder |

Die hier aufgeführten Gruppendenkmale umfassen mehrere ausgewiesene Einzeldenkmale. Kleine Gruppendenkmale (mit nicht mehr als einem Einzeldenkmal) sind mit unter Einzeldenkmalen aufgeführt.

### Einzeldenkmale
| Lage                                                                    | Bezeichnung                            | Beschreibung | ID       | Bild           |
| ----------------------------------------------------------------------- | -------------------------------------- | --- | -------- | -------------- |
| Lugenstein 8 52° 55′ 1″ N, 9° 13′ 44″ O                                 | Dom St. Maria und St. Caecilia         | hoch- bis spätgotische Hallenkirche (1290–1490) mit Hallenumgangschor, Chor und Südquerhaus mit Sandstein verblendet, sonst Backstein; romanischer Backsteinturm (ab 1160) mit Untergeschossen aus Sandstein | 34182307 | Weitere Bilder |
| Lugenstein 8–10 52° 55′ 2″ N, 9° 13′ 43″ O                              | Domkloster                             | nach 1268, Kreuzgang mit wiederverwendeten romanischen Säulen, Nord- und Westflügel aus Fachwerk 1779 | 34182307 | Weitere Bilder |
| Domplatz 52° 55′ 0″ N, 9° 13′ 44″ O                                     | Domplatz                               | Grünanlage, die als ehemaliger Begräbnisplatz der Domgemeinde mit Bischofs- und Ulanendenkmal gestaltet wurde und über einen historischen Baumbestand verfügt.                                               | 34180707 |                |
| 52° 54′ 58″ N, 9° 13′ 43″ O                                             | Andreaskirche                          | einschiffige romanische Backsteinkirche (ab etwa 1200) mit rundbogigen Kreuzgratgewölben; Turm unten aus Sandstein, oben spätgotisch                                                                         | 34179875 | Weitere Bilder |
| Anita-Augspurg-Platz 7 52° 55′ 3″ N, 9° 13′ 41″ O                       | Domherrenkurie                         | Backsteinfassade mit Sandsteingliederungen, 1711 | 34183065 |                |
| Obere Straße 59 52° 55′ 4″ N, 9° 13′ 41″ O                              | Domherrenkurie                         | Kern mit Giebeln wohl 16. Jh., Putzfassade 18. Jh. | 34182495 | Weitere Bilder |
| Anita-Augspurg-Platz 15 52° 55′ 1″ N, 9° 13′ 49″ O                      | Domherrenkurie                         | Putzfassade | 34172161 |                |
| Domstraße 6 52° 55′ 2″ N, 9° 13′ 41″ O                                  | Wohnhaus                               | zweigeschossiger Walmdachbau von 1621, leicht vorhkragendes Obergeschoss | 34172161 |                |
| Domstraße 12 52° 55′ 1″ N, 9° 13′ 40″ O                                 | Wohnhaus                               | zweigeschossiger traufständiger Massiv- und Fachwerkbau | 34185994 |                |
| Domstr. 18 52° 54′ 59″ N, 9° 13′ 33″ O                                  | Domherrenkurie                         | Gruppendenkmal: drei Gebäudeteile, Traufenhaus wohl 18.jh. mit Mansardendächern, Südlicher Teil mit Obergeschoss in Fachwerk, aber Backsteingiebel                                                           | 34172333 |                |
| Ritterstraße 52° 55′ 21″ N, 9° 13′ 41″ O                                | Johanniskirche                         | dreischiffige Hallenkirche aus Backstein mit stark eingezogenem Chor, romanischer Kern ab etwa 1160, gotische Seitenschiffe 13. und 14. Jh.                                                                  | 34175845 | Weitere Bilder |
| Große Straße 40 52° 55′ 20″ N, 9° 13′ 43″ O                             | Rathaus                                | barocker Kern 1729–1752, Umbau 1875, Turm 1903–1905 | 34176487 | Weitere Bilder |
| Große Straße 117 52° 55′ 6″ N, 9° 13′ 45″ O                             | Wohn- und Geschäftshaus                | zweigeschossiger giebelständiger Fachwerkbau unter einem Krüppelwalmdach aus dem 17. Jahrhundert. Der Giebel wurde nach 1945 erneuert.                                                                       | 34178273 | BW             |
| Norderstädtischer Markt 10, Syndikatsstraße 52° 55′ 26″ N, 9° 13′ 38″ O | Syndikatshof                           | 1476 Benediktinerinnenkloster, 17. Jh. bis 1852 Amtswohnung des Syndikus, Nordseite mit Treppenturm 17. Jh., Südfassade Mitte 19. Jh.                                                                        | 34175573 |                |
| Untere Straße 13 52° 55′ 6″ N, 9° 13′ 40″ O                             | Historisches Museum Domherrenhof       | Fachwerkhaus von 1708 mit Walmdach | 34184452 |                |
| Strukturstraße 7 52° 54′ 59″ N, 9° 13′ 37″ O                            | Wohnhaus                               | giebelständiges zweistöckiges Fachwerkhaus von 1577, reich gestaltet | 34182778 | Weitere Bilder |
| Strukturstr. 12 52° 54′ 58″ N, 9° 13′ 38″ O                             | Domherrenkurie, Superintendentur       | verputztes Traufenhaus, Kern 16. Jh., Fassade 18. Jh. | 34182860 | Weitere Bilder |
| Ritterstraße 10 52° 55′ 19″ N, 9° 13′ 42″ O                             | Baudenkmal Gruppe                      | zweigeschossiges Fachwerkhaus mit Walmdach | 34172247 |                |
| Grüne Straße 32 52° 54′ 53″ N, 9° 13′ 45″ O                             | Domgymnasium                           | 1871/1872 von Conrad Wilhelm Hase | 34174533 | Weitere Bilder |
| Eitzer Straße 34 52° 54′ 49″ N, 9° 14′ 9″ O                             | Schulanlage Eitzer Straße/Behördenhaus | ehemalige Schule mit Nebengebäuden, Historismus | 34171907 | Weitere Bilder |
| Andreaswall 13–17 52° 54′ 57″ N, 9° 13′ 58″ O                           | Propsteikirche St. Josef               | neoromanischer Backsteinbau, 1893/1894 | 34171874 | Weitere Bilder |
| Am Mühlentor 20 52° 55′ 1″ N, 9° 13′ 28″ O                              | Wehrturm „Bollwerk“                    | halbrunder gotischer Backsteinturm | 34179681 |                |
| Piepenbrink 1 52° 55′ 27″ N, 9° 13′ 45″ O                               | Alter Wehrturm                         | rechteckiger gotischer Backsteinturm, Stadtseite neuzeitlich vermauert | 34185917 | Weitere Bilder |
| Johanniswall 4 52° 55′ 20″ N, 9° 13′ 51″ O                              | Villa mit Einfriedung                  | Zwischen 1870 und 1880 errichteter zweigeschossiger Putzbau mit Stuck- und Putzgliederungen unter einem flach geneigtem Walmdach. Nördlich und östlich Altane. Mit gusseiserner Einfriedung.                 | 34174373 |                |
| Eitzer Straße 52° 54′ 54″ N, 9° 13′ 59″ O                               | Domfriedhof                            | Größter Friedhof der Stadt | 34174299 | Weitere Bilder |
| Ahornweg 52° 55′ 54″ N, 9° 14′ 33″ O                                    | Jüdischer Friedhof                     | Jüdischer Friedhof Verden ab etwa 1830, für einen jüdischen Friedhof ungewöhnlich starker Baumbestand | 34174219 | Weitere Bilder |